# Renato Petronio
Renato Petronio, italijanski veslač, * 5. februar 1891, Piran, † 9. april 1976, Portogruaro, Venezia, Italija.
Petronio je kot krmar za Italijo nastopil na Poletnih olimpijskih igrah 1928 in 1936.
V Amsterdamu je s četvercu s krmarjem osvojil zlato, v Berlinu pa je bil italijanski čoln izločen v repasažu.